# Верхук, Питер
Питер Верхук (нидерл. Pieter Verhoek или Verhoeck; 1633 год, Бодегравен (Bodegraven) — 1702 год, Амстердам) — голландский живописец и поэт; старший брат Гейсберта Верхука (1644—1690).
Ученик живописца Якоба Ван дер Ульфта из Горинхема; в Амстердаме учился у Хондиуса. Его художественные произведения малоизвестны. Больше прославился как поэт, сочинивший трагедию «Карл Смелый» (Karel de Stoute).
Бруриус ван Нейдек собрал сочинения Верхука и издал их в 1726 году в Амстердаме.